# إحراج غير مباشر

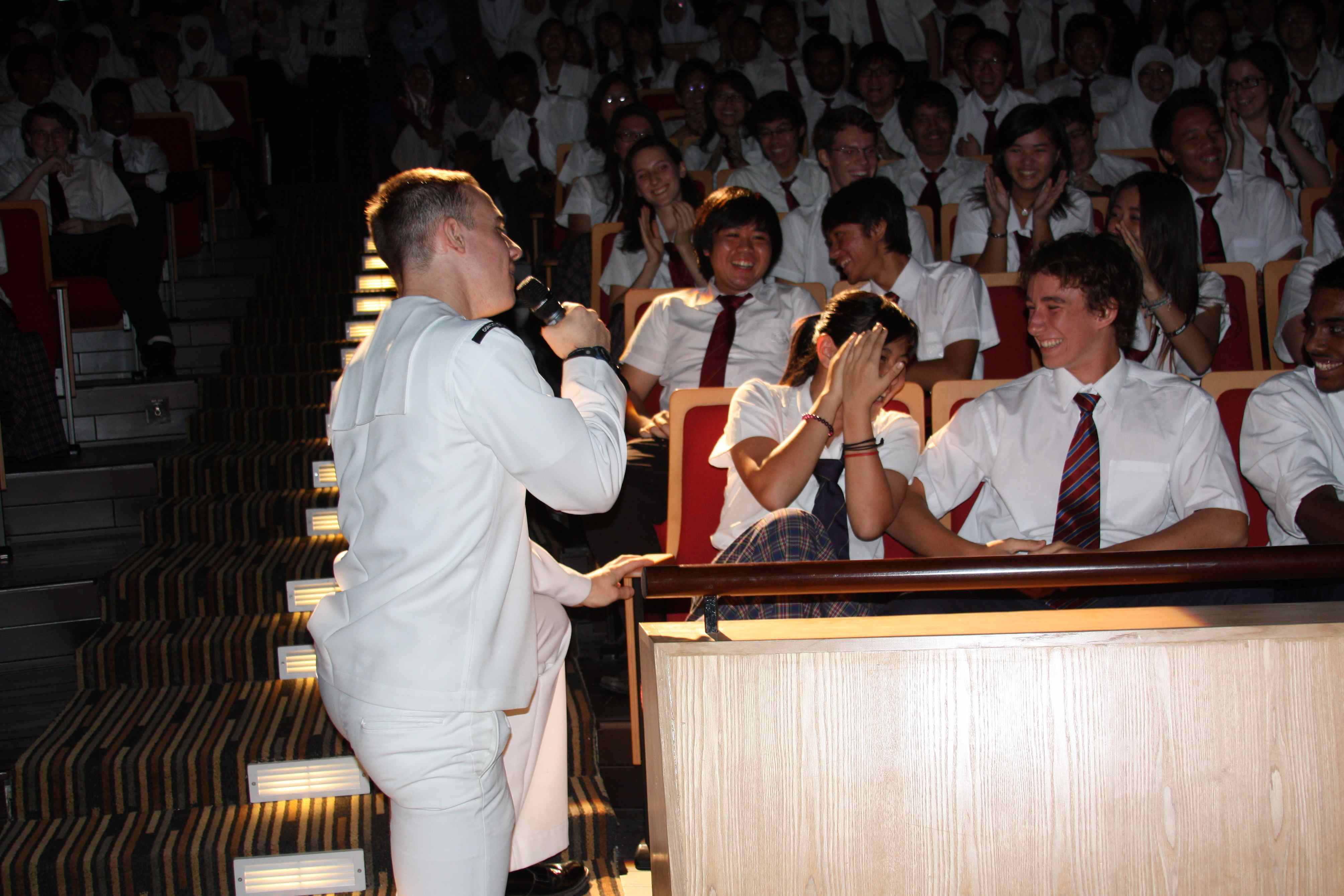
الاحراج غير المباشر هو الشعور بالحرج من رؤية الأفعال المحرجة لشخص آخر.

الإحراج غير المباشر (المعروف أيضًا باسم الإحراج التعاطفي أو الإحراج التعويضي أو الإحراج من طرف ثالث، ويطلق عليه أيضًا الإحراج الإسباني (بالإنجليزية: Vicarious embarrassment)‏ و(بالألمانية: Fremdschämen) هو الشعور بالحرج من رؤية الأفعال المحرجة لشخص آخر.
على عكس الإحراج بمعناه العام، فإن الإحراج غير المباشر لا ينشأ بسبب المشاركة في حدث محرج، ولكن ينشأ عند مشاهدة شخص آخر يتعرض لحادث محرج، سواء بشكل شفهي أو بصري. ويمكن اعتبار هذه المشاعر مفيدة للمجتمع، ويقول البعض إنه يمكن اعتبارها دوافع لاتباع سلوك اجتماعي وثقافي مقبول.
يُنظر غالبًا إلى الإحراج غير المباشر، على أنه نقيض للشماتة، وهو الشعور بالسعادة أو الرضا عن سوء حظ شخص آخر أو إذلاله أو احراجه. ويختلف الإحراج غير المباشر عن العدوى العاطفية، وهو عندما يقلد الشخص دون وعي المشاعر التي يمر بها الآخرون. عدوى عاطفية يعاني منها كلا الشخصين، مما يجعلها عاطفة مشتركة. غالبًا ما يحدث الإحراج غير المباشر حتى عندما لا يكون الفرد الذي يواجه الحدث المحرج على دراية بالآثار المترتبة عليه. لكي يعتبر الفعل عدوى عاطفية، يجب أن يتأثر أكثر من شخص بالعاطفة، ولكن في المشاعر غير المباشرة، من الضروري فقط أن يختبر المراقب المشاعر. علاوة على ذلك، يمكن تجربة الإحراج غير المباشر حتى عندما يكون المراقب معزولًا تمامًا.
يظهر الإحراج غير المباشر، مثل المشاعر غير المباشرة الأخرى، أعراضًا تعكس المشاعر الأصلية. ومع ذلك، على عكس المشاعر المشتركة، فإن تجربة هذا النوع من الإحراج تعتمد على الطريقة التي يشعر بها الشخص عادة بالحرج. فالأفراد الذين يعانون من القلق الاجتماعي في حياتهم قد يعانون من الأعراض المألوفة مثل احمرار الوجه، والتعرق الزائد، والرجفة، والخفقان، والغثيان. وثمة أعراض أخرى أقل شدة، تشمل الشعور بالإحباط أو ابعاد النظر أو الانزعاج.

## الأساس النفسية

### تعاطف
يرتبط الإحراج غير المباشر، المعروف أيضًا باسم الإحراج التعاطفي، ارتباطًا جوهريًا باالتعاطف الذي هو القدرة على فهم مشاعر الآخر، ويعتبر عاطفة معززة للغاية لتعزيز نكران الذات، والسلوك الاجتماعي الإيجابي، والعاطفة الجماعية، في حين أن الافتقار إلى التعاطف مرتبط بالسلوك المعادي للمجتمع. فخلال موقف محرج، يتعاطف المشاهد مع ضحية الإحراج، مفترضًا الشعور بالحرج. والأشخاص الذين لديهم المزيد من شعور التعاطف هم أكثر عرضة للإحراج غير المباشر. ربما تكون القدرة على التعرف على المشاعر فطرية، حيث تظهر دون وعي. ومع ذلك، يمكن التدرب عليها وتحقيقها بدرجات متفاوتة من الشدة أو الدقة.

### الإسقاط الذاتي
الإسقاط النفسي هو نظرية في علم النفس والتحليل النفسي يدافع فيها البشر عن أنفسهم ضد المشاعر غير المرغوب فيها من خلال إنكار وجودهم في أنفسهم بينما ينسبونها إلى الآخرين. يعتبر الإسقاط عملية عادية وشائعة في الحياة اليومية. ومع ذلك، فإن الإحراج غير المباشر والعواطف غير المباشرة الأخرى تعمل في الاتجاه المعاكس، وهي عملية تسمى الإسقاط الذاتي، تختبر فيها المشاعر غير المرغوبة لدى شخص آخر، ويقوم المراقب بإسقاط ما يفسره على أنه الاستجابة المناسبة على نفسه. على سبيل المثال، قد يشعر شخص يكذب بسهولة بالإحراج بشكل تجريدي إذا قام بتصوّر تجربة شخص آخر قُبض عليه في كذبة سيئة.
.

## الأهمية الثقافية
غالبًا ما تنشأ المواقف المحرجة في المواقف الاجتماعية، نتيجة الفشل في تلبية التوقعات الاجتماعية، وتستخدم للمساعدة في معرفة ما تم اعتباره مناسبًا ثقافيًا. بينما يعزل الإحراج الضحية بناءً على التحيز الثقافي، ويستخدم الإحراج غير المباشر لتعزيز السلوك الاجتماعي الإيجابي بين الضحية والمراقب.

### كوميديا الإحراج
استخدمت كوميديا الإحراج لفترة طويلة في كوميديا الموقف، والكوميديا التخطيطية، والسخرية الدرامية، والنكات العملية. وتقليديا، استخدم تأثير الضحك الصوتي لمساعدة الجمهور على الضحك في الأوقات المناسبة. ولكن مع إزالة أصوات الضحك من المسلسلات الكوميدية، أصبحت المواقف المحرجة على التلفزيون مصحوبة بالصمت، ممّا أدى إلى نشوء نوع معروف باسم كوميديا الاحراج، والتي تتضمن في العديد من البرامج التلفزيونية الهزلية المشهود لها بالنقد، مثل التلفزيون البريطاني سلسلة المكتب.

## أنظر أيضا
- ضائقة
- المشاعر الأخلاقية
- السلوك الاجتماعي الإيجابي
- المشاعر الاجتماعية
- راحة (شعور)